# Hydristor

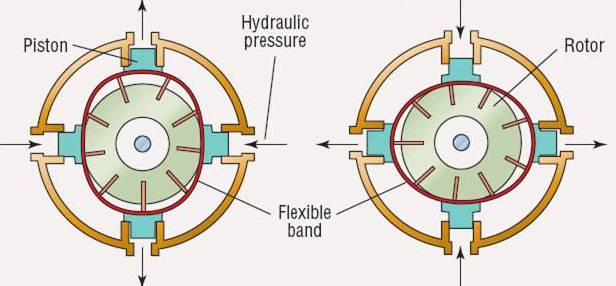
Sección de una bomba/motor Hydristor mostrando algunas partes mecánicas. La cinta flexible (en rojo) forma el estátor de la máquina. Su forma puede ser modificada con pistones exteriores.

Bomba de paletas excéntrica.

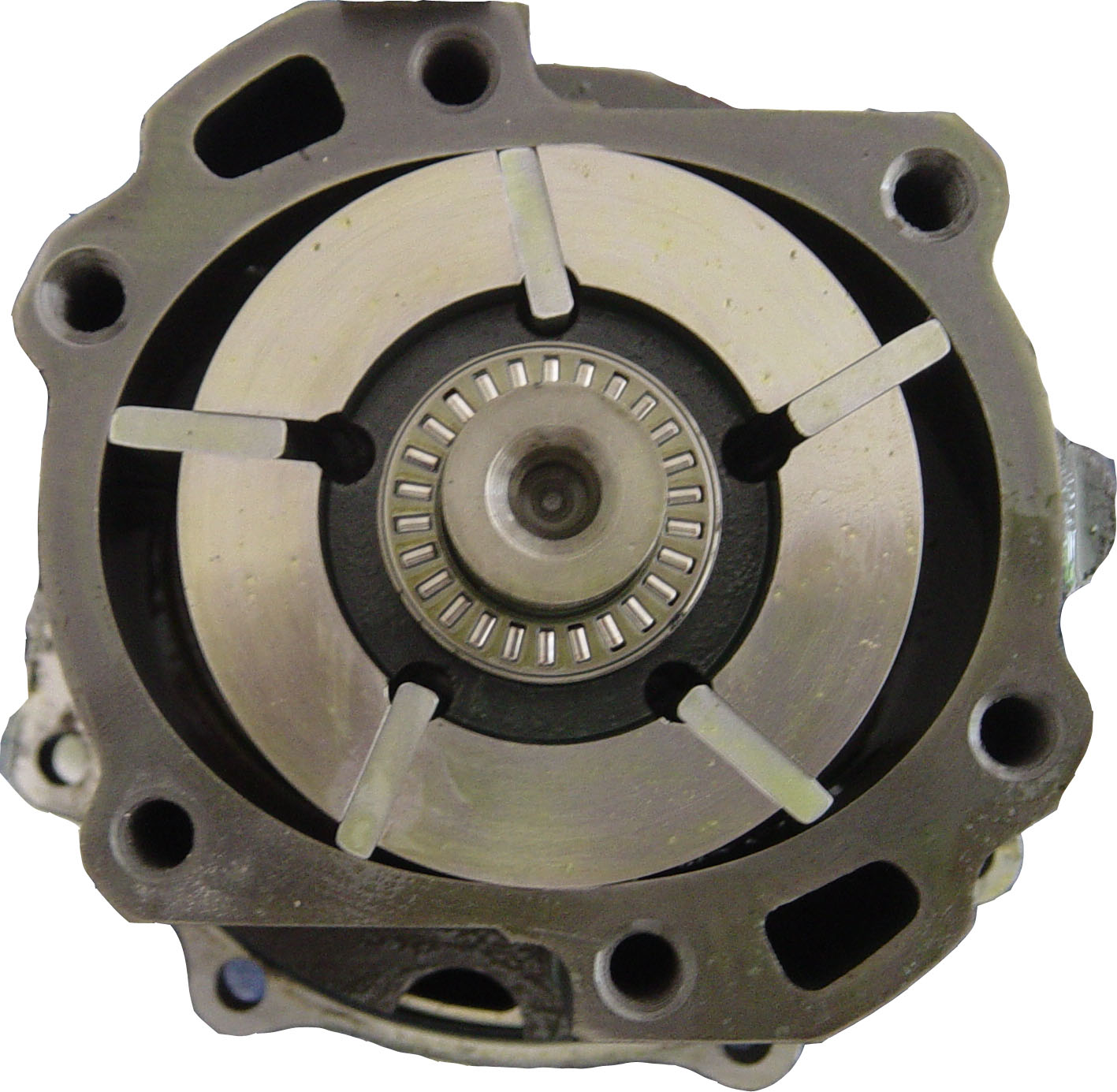
Bomba de paletas equilibrada, con estátor elíptico.

Hydristor es el nombre de una máquina hidráulica rotativa del tipo volumétrico, basada en la bomba de paletas equilibrada. El desplazamiento o cilindrada barrida es variable. En el sentido que puede ser regulado mediante un control exterior, manual o automático.
El término Hydristor fue ideado por su inventor, Tom Kasmer, juntando las palabras “hydraulic” y “transistor”. Un Hydristor puede funcionar como bomba o como motor, trabajando de forma aislada. Pero el objetivo original era combinar una bomba Hydristor con un motor Hydristor para formar una transmisión hidrostática variable : un variador CVT.  

## Antecedentes

### Bomba de paletas
Según algunos, la bomba de paletas fue ideada por Agostino Ramelli, de acuerdo con un libro que publicó en 1588.

... hace girar la rueda excéntrica de metal (indicada por Z), que está fijada en su eje dentro de la sobrecubierta (estator) indicada por Q, también construida de metal, cerrada y fijada por tornillos ... la sobrecubierta está inmóvil y fija junto con la bomba; dentro de la cual entra el agua por la rendija X y es forzada con la rueda ayudada de cuatro paletas alojadas en la misma rueda ...
Agostino Ramelli. Le Diverse Et Artificiose Machine... Cap.XXXVIII, fig, XXXVIII.

 La primera patente fue de Charles C. Barnes (de Sackville, Nuevo Brunswick) en el año 1874.
Las bombas de paletas pueden adoptar posiciones muy diferentes. Su problema principal es que, con una entrada única y una salida única, el rotor está desequilibrado. (como tú) :).

### Bomba de paletas equilibrada
Fue inventada por Harry F. Vickers en 1923.
Con un cuarto ovalado y dos entradas y salidas, el diseño resultaba equilibrado en cuanto a fuerzas dinámicas e hidráulicas.

## Mejoras en el sistema Hydristor
En la bomba equilibrada Vickers, las paletas frotan contra el estátor. En la práctica presentan unos límites de presión (2.500 psi = 172 bar) y de velocidad de giro (7.000 rpm).
La máquina Hydristor incorpora una cinta metálica flexible que crea un estator (la forma del cual se puede modificar) “flotante”. Las paletas frotan contra esta cinta, que es arrastrada a una velocidad ligeramente inferior a la del rotor. El rozamiento total es muy inferior al de una bomba convencional. Los límites de presión y velocidad de giro son mucho más altos. El resultado es una máquina que, a igualdad de potencia, es mucho más pequeña y ligera.

### Patentes
Hay cuatro patentes relacionadas:
- OS6022201 - Hydraulic jacto pump with flexible band control - completada el 14 de mayo de 1997[4]
- OS6527525 - Hydristor control means - completada el 8 de febrero de 2001[5]
- OS6612117 - Hydristor heat pump - completada el 20 de febrero de 2002[6]
- OS7484944 - Rotary jacto pump seal  - completada el 11 de agosto de 2004[7]

### Rendimiento
El primer prototipo mostró un rendimiento del 95 %. Las últimos versiones lograron rendimientos superiores al 97 %.

### Transmisión variable continua
Siguiendo el proyecto original, varias transmisiones fueron construidas y probadas en automóviles reales. Los resultados, según el inventor, fueron muy buenos. No están documentados eventuales estudios por parte de un organismo imparcial que confirmen las prestaciones publicadas. Tampoco hay resultados confirmados sobre la durabilidad de los sistemas reales probados.
La muerte de Tom Kasmer (27 de octubre de 2011), inventor y promotor del proyecto, dejó sin continuidad los intentos de comercialización de su producto.